# غدة

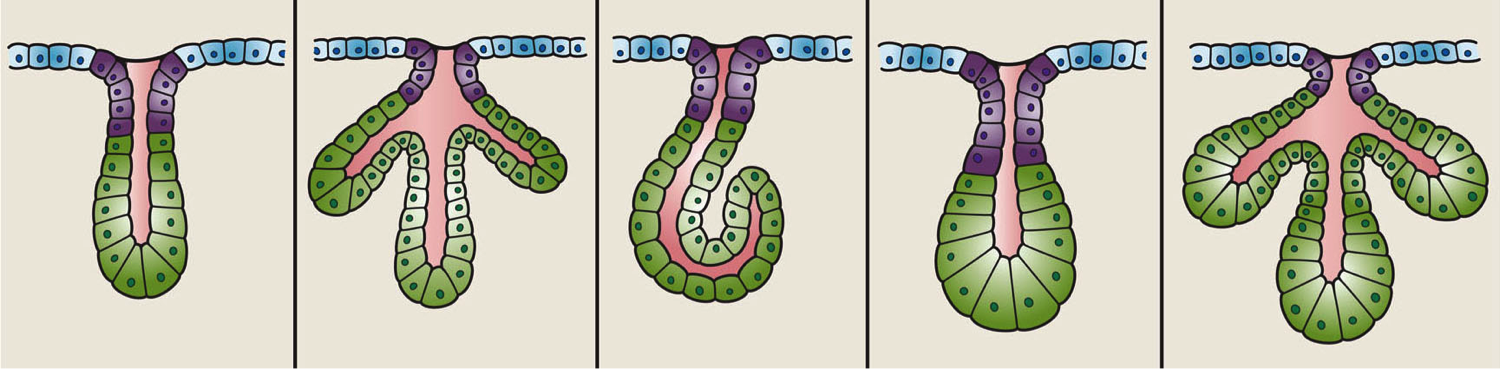
تظهر هذه الصورة أنواعًا مختلفة للغدد. من اليمين إلى اليسار: الغدد العنيبية المتفرعة البسيطة، والعنيبية البسيطة، والأنبوبية الملتفة البسيطة، والأنبوبية المتفرعة البسيطة، والأنبوبية البسيطة.

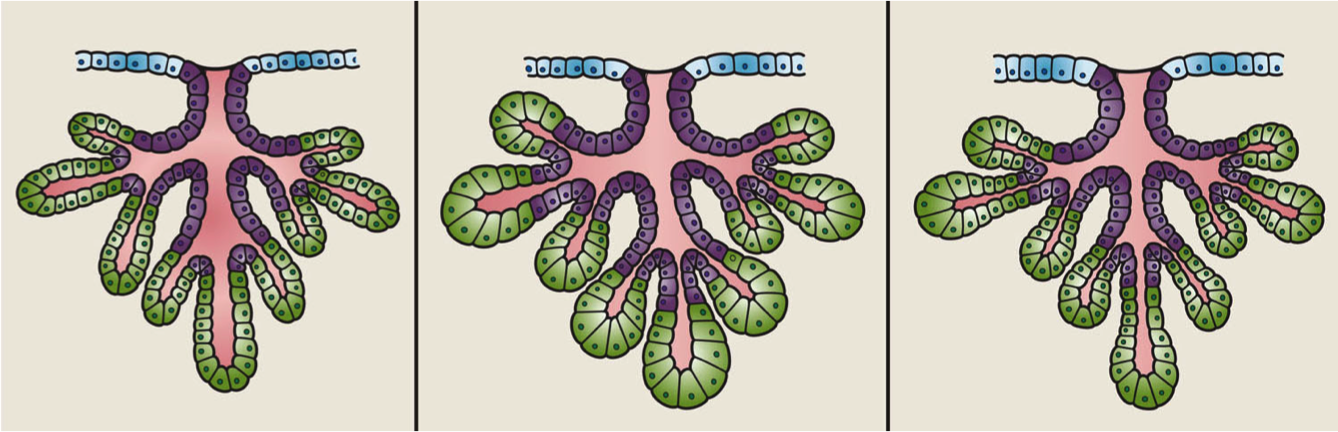
تظهر هذه الصورة أنواعًا مختلفة للغدد. من اليمين إلى اليسار: الغدد العنيبية الأنبوبية المركبة، والعنيبية المركبة، والأنبوبية المركبة

الفروقات بين الغدد الصم وخارجية الإفراز. الفرق الرئيسي هو أنّ الغدد خارجية الإفراز تفرز نواتجها خارج الجسم، والغدد الصم إلى الأوعية الدمويّة

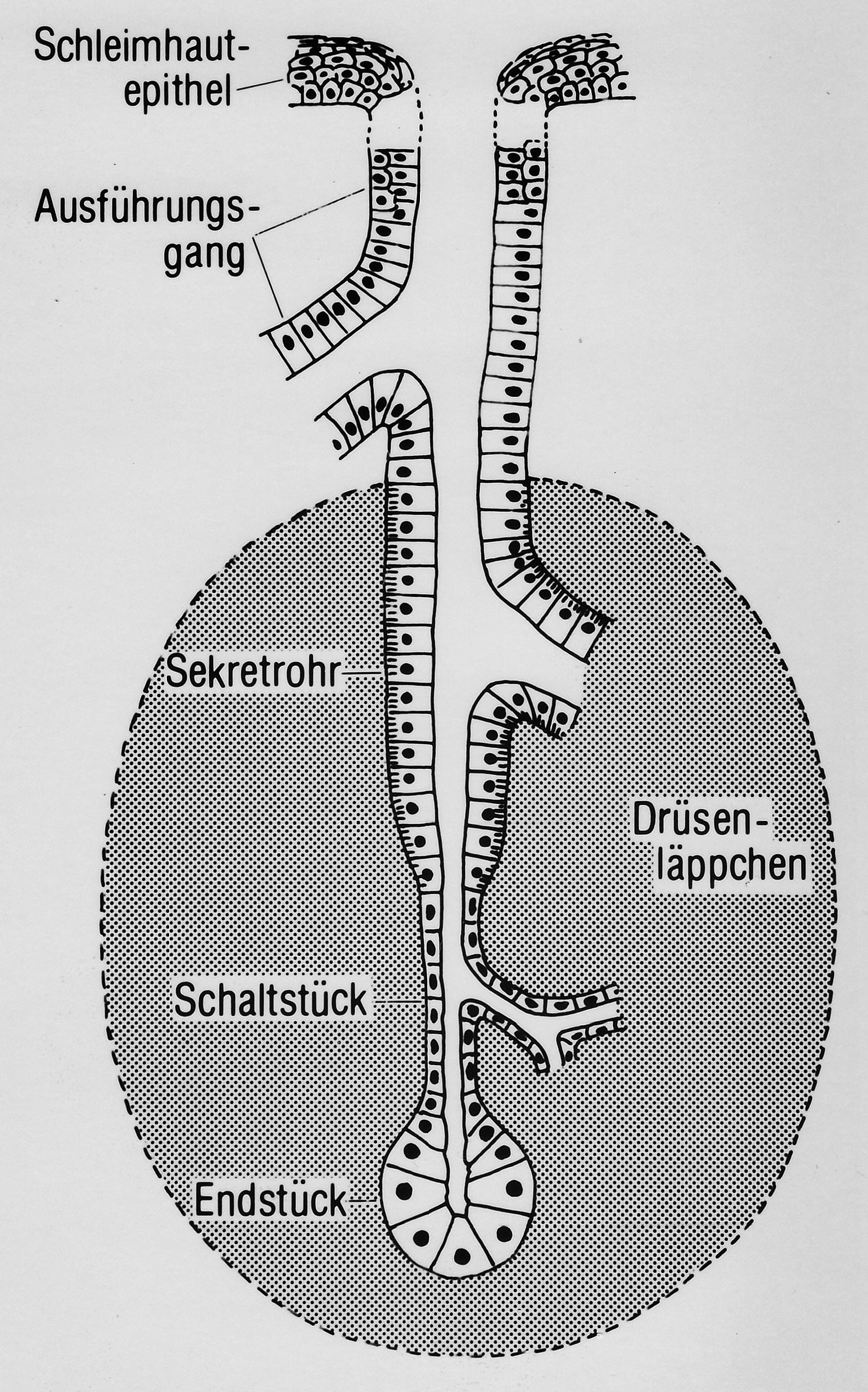

الغدة هي وحدة في جسم الإنسان أو الحيوان مكونة من مجموعة من الخلايا التي تُصَنِّعُ مادةً لها وظيفة بيولوجية معينة، وتقوم بإخراجها في مجرى الدم (مثل الهرمونات) في حالة (الغدد الصماء) أو داخل تجاويف الجسم أو سطحه الخارجيّ في حالة (الغدد الخارجية).

## البِنيَة
المقالة الرّئيسيّة: قائمة غدد الجسم

### النّموّ
تتشكّل كلّ غدّة من خلال النّموّ الدّاخليّ من السّطح الظّهاريّ (الطّلائيّ). قد يكون هذا النّموّ الدّاخليّ في البداية بنية أنبوبيّة، ولكن في غدد أخرى قد تبدأ بعمود صلب من الخلايا والتي تصبح فيما بعد أنبوبيّة.
مع تقدُّم النّموّ، عمود الخلايا قد ينقسم أو يتفرّع، في هذه الحالة ستتشكّل الغدّة المركّبة. عدد التّفرّعات محدود في العديد من الغدد، وفي غدد أخرى (الغدّة اللعابيّة والبنكرياس) تتشكّل بنية كبيرة جدًّا بسبب النّموّ المتكرِّر والتّقسيم الفرعيّ. قاعدة عامة، لا تتحد التّفرّعات مع بعضها البعض، ولكن في حالة واحدة، وهي الكبد، وهذا يحدث عند إنتاج غدّة مركّبة شبكيّة. يُشكِّل النّسيج الظّهاريّ الإفرازيّ أو النّموذجيّ الأجزاء الطّرفيّة من كل تفرُّع في الغدد المركّبة، وتشكِّل الأجزاء المتّحدة القنواتِ، والتي تبطّنها النّوع الأقلّ تعديلاً من الخلايا الظّهاريّة.
وتُصنَّف الغدد وفقًا لشكلها:
- الغدّة الأنبوبيّة: إذا احتفظت الغدة بشكلها الأنبوبيّ.
- الغدة السِنْخيَّة أو الكيسيَّة: يتضخّم الجزء الإفرازيّ ويزداد تجويف الأنبوب في الحجم.

## الوظيفة
تنقسم الغدد إلى مجموعتين وفقًا لوظيفتها:

### الغدد الصمّ
المقالة الرّئيسيّة: غدة صماء
تفرز الغدد الصمّ مواد تنتقل من خلال مجرى الدّم. تفرز هذه الغدد منتجاتها خلال الطّبقة القاعديّة إلى مجرى الدّم وتفتقر إلى نظام القنوات. وعادةً ما تفرز الهرمونات، والتي تلعب دورًا مهمًّا في التّوازن. أمثلة على الغدد الصمّ: الغدة الصنوبرية، والغدة الزعترية، والغدة النخامية، والغدة الدرقية، والغدة الكظرية.

### الغدد خارجية الإفراز
المقالة الرّئيسيّة: الغدد خارجية الإفراز
تفرز الغدد خارجية الإفراز منتجاتها خلال قنوات إلى السطح الخارجيّ للجسم، مثل الجلد أو الجهاز الهضميّ. يكون الإفراز نحو السطح القمّيّ. يمكن تقسيم الغدد في هذه المجموعة إلى ثلاث مجموعات فرعيّة:
- الغدد المفترزة: هو فقدان جزء من الخلية المفرزة أثناء الإفراز. وغالبًا يُستخدَم مصطلح الغدد المفترزة للإشارة إلى الغدد العرقيّة المفترزة، ولكنه يُظنّ أنّ الغدد العرقيّة المفترزة ليست غدد مفترزة؛ لأنّها لا تستخدم هذه الطريقة في الإفراز.أمثلة: الغدد الثّدييّة، والغدد العرقيّة في وهدة الذراع (حفرة الإبط)، والناحية العانية، والجلد حول الشّرج، والشفتان، والحلمات.
- الغدد المنفرزة: تنهار كل الخليّة لتفرز موادها، مثل: الغدد الدهنية: غدة ميبوميوس، وغدة زايس.
- الغدة الفارزة: تفرز الخلايا موادها عن طريق الإخراج الخلويّ، مثل: الغدد المخاطيّة والمصليّة. أمثلة: الغدة العرقية في الإنسان، والخلايا الكأسيّة، والغدة اللعابية، والغدة الدمعية، والغدد المعويّة.

تُقسَّم النواتج المفرزة من الغدد خارجية الإفراز إلى ثلاثة أنواع:
- الغدد المصليّة: تفرز هذه الغدد نواتج رطبة، وغنية بالبروتين، وتشبه السائل. مثال: الغدد العرقية.
- الغدد المخاطية: تفرز نواتج لزجة، وغنية بالسكريات، مثل: البروتينات السكرية. مثال:الغدد الكأسيّة.
- الغدد الدهنية: وتعرف أيضًا باسم الغدد الزيتية، وهي تفرز الليبيدات. أمثلة: داء فوردايس، وغدة ميبوميوس.

## الأهمية السّريريّة
الغُداد هو أي مرض يُصيب الغدة. الغدة المريضة لها شكل غير طبيعي أو نمو غير طبيعي للخلايا الغدية والذي يكون أحيانًا ورمًا.

## أعضاء مفرزة للهرمونات
يشتمل الجسم على الغدد التالية:
- الوطاء
- الغدة النخامية
- الغدة الدرقية
- الغدد الدريقية
- الغدة الزعترية
- الغدة الكظرية
- المبيضين
- الخصيتين

أعضاء أخرى مفرزة للهرمونات:
- القلب
- الكليتين
- المعدة
- المعثكلة (خلايا لانجرهانز)

خلايا مفزة للهرمونات:
- الخلايا الطلائية للامعاء

الغدد المؤقتة:
- المشيمة

## صور إضافية

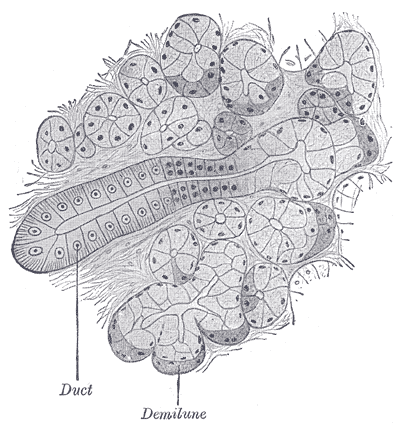
مقطع في غدة تحت الفك السفلي لقطة. Section of submaxillary gland of kitten. Duct semidiagrammatic.
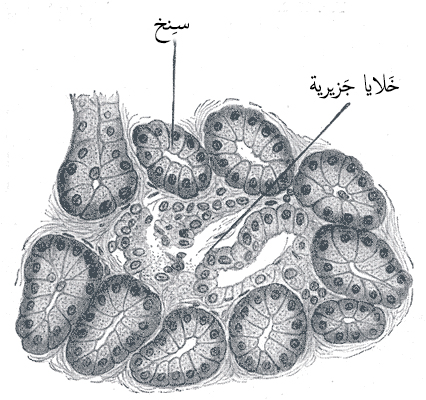
مقطع في معثكلة (بنكرياس) كلب تكبير 250 ضعف.
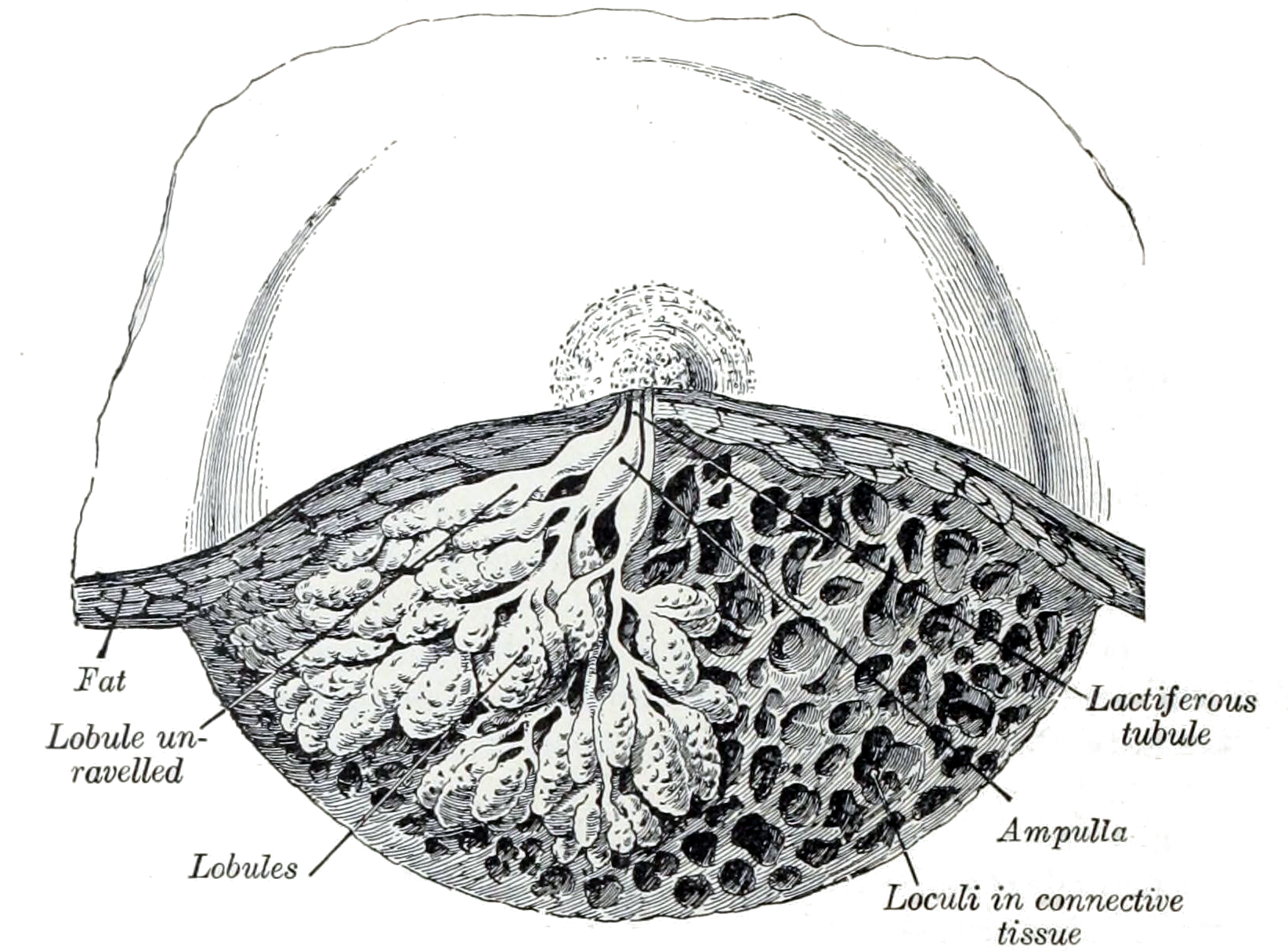
مقطع في نهد (الثدي).
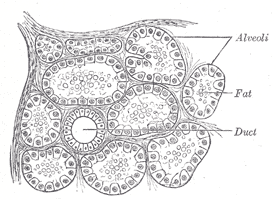
مقطع في نهد (الثدي).
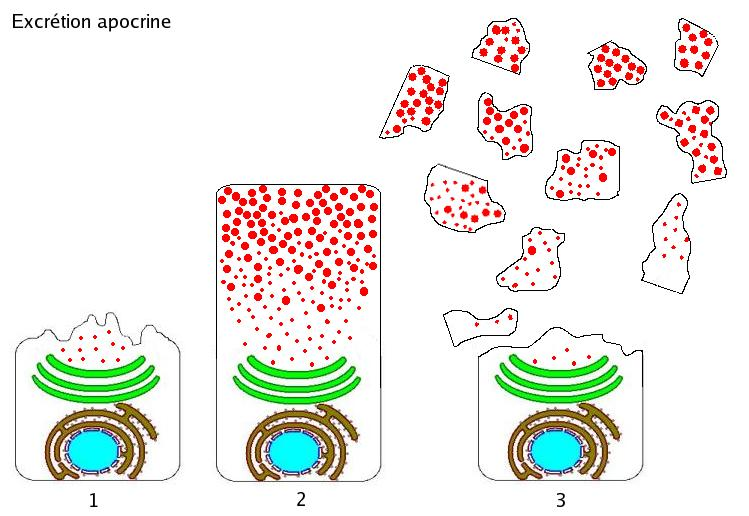
مفترزة.
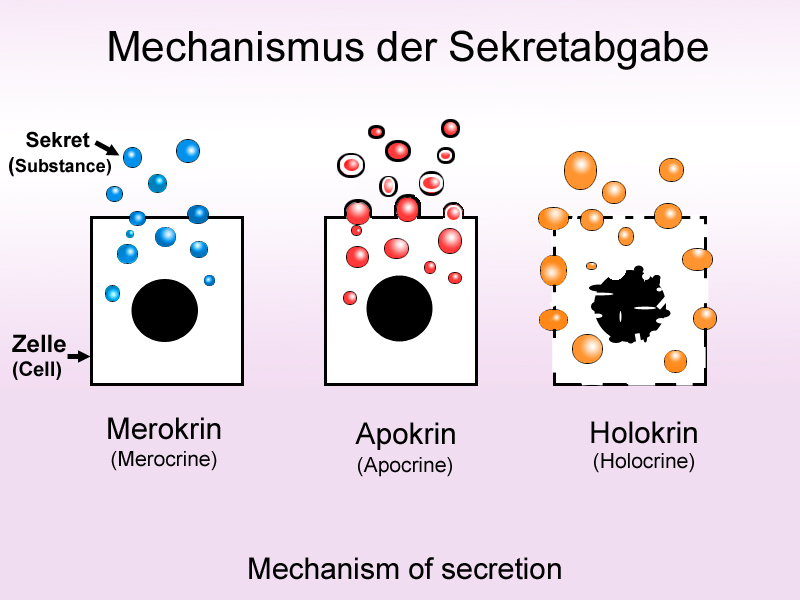
طرق إفراز.
طرق الإفراز.
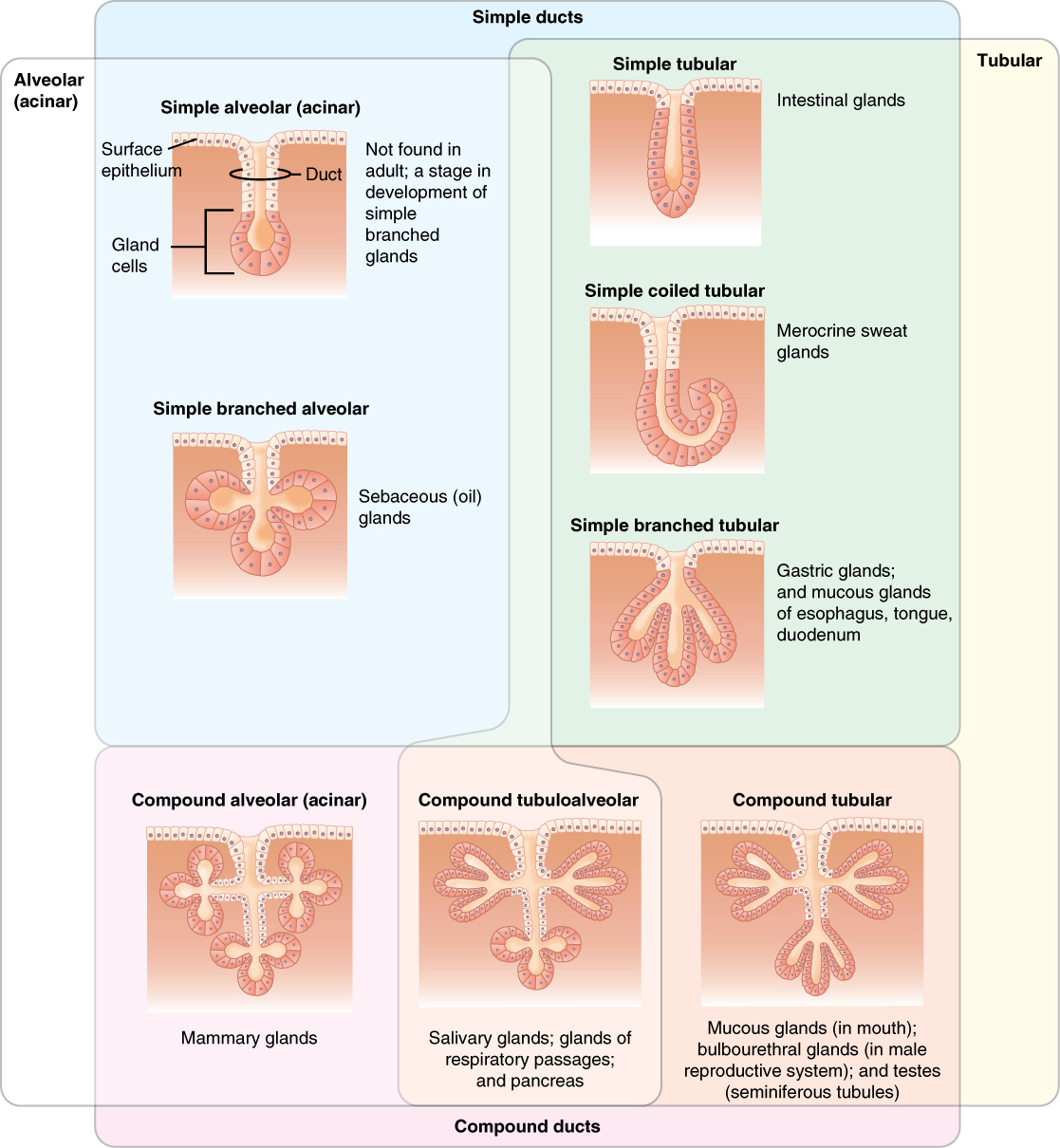
أنواع الغدد.